# サイキック5
『サイキック5』（サイキックファイブ、英:PSYCHIC5）は、日本マイコン開発が開発し、ジャレコより1987年1月に発売されたアーケードゲーム。ジャンルはアクションゲーム。

## ゲーム内容
5人のサイキック戦士から一人を選んで操り、ステージの一番奥にいる大魔王サタンを目指すサイドビュー型のアクションゲーム。5人のエスパー達はジャンプ力、パワー、攻撃力、移動速度などに差があり、それぞれの能力に応じて使い分ける必要がある。
1レバーと2ボタン（ハンマーによる攻撃、ジャンプ）で自機を操作。ジャンプは押す長さにより高度を変え、ジャンプ中にレバーを上に入力するとゆっくりと下降する事ができ、レバーを下に入力すると速く下降する。
ステージ中の「壺」を壊すと中から食べ物アイテムが出現し、その食べ物アイテムを6つ取る毎に画面右上の5つ枠があるアイテムアイコンにアイテムがストックされる。アイテムアイコンのカーソルは常に動いており、このカーソルがストックされているアイテムの位置に重なった時にステージ中の「クエスチョンボックス」（?マークの書かれている箱）などを壊すと、中からそのアイテムが出現、取得する事ができる。なお、アイテムアイコンのカーソルがアイテムのない空白の時にクエスチョンボックスを壊すと、そのクエスチョンボックスに本来入っているアイテムが出現する。また、アイテムアイコンにストックしているアイテムは次のステージに持ち越す事ができる。
ステージ中には時計、傘、椅子、ティーポット、トースターなど様々な姿をした敵キャラクター（モンスター）がおり、更にそれらの敵キャラクターはそれぞれ固有の小型敵キャラクター（ミニモンスター）を放ち自機を攻撃してくる。モンスターはハンマーで攻撃すると気絶させる事ができ、その間は自機が触れてもミスにはならない。モンスターを数回ハンマーで攻撃すると倒す事ができ、1体につき1,000点が入る。ミニモンスターは倒すと1体につき100点だが、ミニモンスターを放ったモンスターを倒した場合、そのモンスターの放ったミニモンスターが消滅し、消えたミニモンスター×500点がスコアとして入る。
ステージ中には魔女が飛び回っており、これをハンマーで倒すと箒を奪って一定時間乗る事ができる。箒に乗っている間は自由に空中移動でき、また制限時間のカウントが止まり、更にモンスターの動きが止まり一撃で倒せるようになり、その他ステージ中にある重い扉（ヘビードア）をすぐ開けられるようになる。
ステージの最奥にはボスであるサタンがおり、これを倒すとステージクリア、SCENE1からSCENE8までの全8ステージとなっている。
敵やサタンの放つ弾に当たる、ステージ中の火に触れる、ステージ中の移動するブロックに挟まれる、制限時間をオーバーするなどすると1ミス、残機が全て無くなるとゲームオーバー。クレジットを投入する事でコンティニューする事ができる。

### アイテム
本作に登場するアイテムを記述する。
食べ物
ステージ中にある「壺」を壊すと出現。6つ取る毎に画面右上のアイテムアイコンにアイテムがストックされる。食べ物はステージごとに4種類から7種類あり、取るとスコアを取得できる。同じ種類の食べ物を連続で取ると「COMBO」となり、100点ずつ入るスコアが上昇していく。なお、壺に入っている食べ物はハンマーを振る事により種類が変化する。ステージ中の全ての食べ物を取得すると「ALL 100% BONUS」となり多くのスコアを獲得でき、更にステージ中の全ての食べ物をそれぞれCOMBOを最後まで繋げて取りきると「ALL GOLD BONUS」となり、より多くのスコアを獲得できる。
アイテムアイコンにストックされるアイテム
アイテムアイコンのカーソルがストックされているアイテムの位置に重なった時にステージ中のクエスチョンボックスなどを壊すと出現、取ると効果を発揮する。
- EXTRA - それぞれ「E」「X」「T」「R」「A」の文字の書かれているアイテム。取ると500点。5つ全部集めると1UPする。
- パワーアップ - 「P」の文字が書かれている。取ると500点。キャラクターの全ての能力がアップし、モンスターを一撃で倒せるようになり更にサタンに与えるダメージも増える。ミスするかステージをクリアするまで有効。
- 2倍 - 「×2」の文字が書かれている。取ると500点。取得中はモンスターを倒した時のスコアや食べ物などのアイテムスコアが2倍となる（一部アイテムは除く）。更に同じステージ内で取る毎に×4、×8と倍率が増えていく（最大8倍）。ステージをクリアするまで有効。
- 時間停止 - 青い時計。取ると500点。画面上の敵や移動するブロックの動きがしばらく止まり、また制限時間のカウントも止まる。止まっている敵に触れてもミスにはならない。魔女の箒に乗っている時に取ると箒に乗る事のできる時間が延長される。

その他アイテム
ほとんどのアイテムはステージ中のクエスチョンボックスの中に入っている。ただし、アイテムアイコンのカーソルがアイテムの位置に重なっている時にクエスチョンボックスを壊すと、クエスチョンボックスに本来入っているアイテムではなくアイテムアイコンにストックされていたアイテムが出現する。
- 時間追加 - 赤い時計。取ると500点。制限時間が40秒伸びる。
- スマイル - スマイリーフェイスのような見た目をしている。スコアアイテムで、取ると100点。
- ルビー - 赤い宝石。スコアアイテムで、取ると2,000点だが、スコアの百の位が0の時に取ると4,000点となる。
- サファイア - 青い宝石。スコアアイテムで、取ると4,000点だが、スコアの百の位が0の時に取ると8,000点となる。
- メダル - 取ると1UPする。特定のクエスチョンボックスの中に入っている。
- シークレット - カエルのような見た目のキャラクターで、SCENE1から8までに1つずつ隠されている。条件を満たした状態で特定のクエスチョンボックスを壊すと出現し、取るとスコアとなる。初めの獲得スコアは低めだが、続けて取る毎にどんどん獲得できるスコアが増えていく。
- マジカルボーナス - 「M」の文字が書かれている。エスパーの閉じ込められているガラス瓶を壊すと、エスパーの代わりに出てくる事がある。スコアアイテムで「シークレット」と同様、初めの獲得スコアは低めだが、続けて取る毎にどんどん獲得できるスコアが増えていく。

### ステージ中の仕掛け
ステージ中に存在する仕掛けについて記述する。
- ONゲート - 近くにある「ONスイッチ」にキャラタクーが触れると開くゲート。ゲートを開いた時点で制限時間が30秒伸びる。両側にONスイッチがついた左右どちらからでも出入りできるゲートと、片側だけにONスイッチがついた一方通行のゲートとが存在する。
- ヘビードア - 重いドア。扉に向かってレバーを入れ続けるとドアを開ける事ができる。キャラクターによりドアを開けるまでの時間は異なり、「POWER」の値の高いキャラクターほど早くドアを開ける事ができる。ただし、魔女の箒に乗っている時は全キャラクター共通ですぐにドアを開けられる。
- 火 - ステージ中で燃えている火。触れるとミスになる。ただし、触れた途端に消えてしまいミスにはならない「偽物の火」、キャラクターの通った場所から突然出てくる「隠された火」なども存在する。
- 電灯スイッチ - スイッチに触れるとしばらくあたり一面が真っ暗になり、地形が見えなくなる。ただし、この間は上述の「火」が消え安全に通れるようになる。
- ベトベトハウス - 床に敷いてあり、踏み入れると移動速度が落ち、またジャンプも出来なくなる。大きな「ゴキブリホイホイ」のような見た目をしている。

## 登場キャラクター
使用キャラクターはステージ開始時に選べるほか、ステージ内にある電話ボックスにて任意に切り替える事が可能。最初はナオキとアキコしか使えないが、1ステージにつき必ず1つあるガラス瓶を壊すと、囚われていた仲間のエスパーを救出する事ができる。
ナオキ(NAOKI) 12歳
最初から使えるエスパーの一人である男の子。全ての能力が平均的である。
アキコ(AKIKO) 10歳
最初から使えるエスパーの一人である女の子。ホバリング能力が高く長い間空中に浮かぶ事ができる。パワー(ヘビードアを押す力)はナオキより低い。
ブンタ(BUNTA) 13歳
救出する事でゲームの途中から使用できる少年。パワーが全キャラクター中最も高く、ヘビードアをすぐ開ける事ができる。また攻撃力も高い。ジャンプ力、ホバー力、移動速度はやや低め。
マコト(MAKOTO) 15歳
救出する事でゲームの途中から使用できる少年。ジャンプ力と移動速度が全キャラクター中最も高い。背が高く当たり判定が若干大きい。
ゲンゾー(GENZOH) 88歳
救出する事でゲームの途中から使用できる老人。パワーはなく移動速度も最も遅いが、最強の攻撃力とホバリング能力を持つ。彼のみ武器がハンマーではなく杖である。

## 音楽
ゲーム中の音楽は当時NMKに所属していた坂本慎一が担当。坂本はインタビューで『サイキック5』の曲について聞かれ、当時は周辺にバンドをやっている友人もいたが、彼らにゲーム音楽が特殊な音楽だと思われる事が悔しく、ゲーム基板のチップでもポップスは作れると証明したかった、それでイントロ～Aメロ～Bメロという普通の曲のような構成にしたと語っている。
また坂本はほかに、ゲームの場合は長い曲を作っても途中で死んで最後まで聴けないという事が多いが、それでも敢えて長くしてプレイヤーに「最後まで聴きたいので頑張ってプレイしよう」と思わせる事はできないだろうか、とも考えたと語っている。
その他坂本はそれぞれ個別の曲について、「アキコのテーマ」はアキコのキャラに合う活発な感じの、それでいてちょっと不思議な曲を作りたかった、「ブンタのテーマ」のロックな感じはテーカン時代の同僚であったメタルユーキ(斎藤幹雄)の影響が大きいかもしれない、「マコトのテーマ」はジャズを意識し、当時NMKで企画のアルバイトをしており後に『ぶたさん』の音楽を担当した吉田晄浩によく相談していた、など当時を振り返っている。
なお、本作は『アーガス』や『バルトリック』では2曲だったネームエントリーの曲が1曲になっているが、これについて坂本は実はスランプが原因であると語り、『サイキック5』を作っている時に全てを出し切ったような感じになってしまい、半ば出社拒否のような状態になってしまった、と当時を振り返っている。

## スタッフ
- HARDWARE PLANNED:"LOVELY" YOHSUKE
- SOFTWARE CREATED:"ULTRA MAN" NAOKI、"LONELY" KAZUHIRO
- CHARACTER DISIGNED:"ITALIANO" TAEKO、"DONCHI" NAOKO
- MUSIC COMPOSED:C H E A B O W !(坂本慎一)

## 評価
ゲーム文化保存研究所のこうべみせは、難しいゲームの多いアーケードゲームの中で、本作は難易度は高いながらもプレイヤーが上達を実感でき、エンディングを目指す気になれるゲームデザインをしたゲームの一つだったとしている。
クリアするにはトラップやギミックの場所を覚えパターンを作り上げるのが重要だったとし、時間切れや操作ミスでの火の床への接触で残機を減らす事が多かったが、敵キャラクターがミスの直接の原因となる事は少なく、それまでのジャレコのゲームで見られた上級者でも対応困難な無茶とも言える敵の攻撃など「理不尽な難しさ」を感じさせない内容が今でも名作と言われる所以ではないかと述べている。
そして本作を、高難易度が目立つジャレコゲームの中では難易度的にベストバランスの佳作と言っていいとし、クリアするごとに違った目標を立てられ、飽きずにくり返し遊べる、自身の考える「出来の良いゲーム」の条件を満たした作品であると評価している。

## サイキック5 エターナル
『サイキック5 エターナル』 (サイキックファイブ エターナル、英:PSYCHIC5 ETERNAL) は、シティコネクションより2023年7月27日に発売されたNintendo Switch用アクションゲーム。

### ゲーム内容
Nintendo Switchにて発売された上記『サイキック5』(以下、原作)のリメイク作品。2022年9月12日に発表され、2023年7月27日に発売された。リメイクに際し、原作は縦画面のゲームであったが、本作はワイド画面に対応し、更にワイド画面とオリジナルの縦画面をZLボタンで、リメイクグラフィック&アレンジBGMとオリジナルグラフィック&オリジナルBGMとをLボタンで、それぞれボタン1つで切り替える事ができるようになっている(プレイするステージやゲームモードによってはワイド画面またはリメイクグラフィック&アレンジBGM固定となる)。
ゲーム内容では、原作と同様のSCENE1から8の8ステージのほか、新たに韓国出身の「第2エスパー団」を操作し進んでいくSCENE9から17の計9ステージが追加されている。新たなステージは地獄が舞台となっており、ベルゼブブ、ベルフェゴール、アマイモン、バフォメット、そして悪魔の親玉であるルシファーといった新たなボス敵が登場する。その他、新たなゲームモードや新規アイテムも追加されている。
原作はライフ無しの一撃死のゲームであったが、本作では難易度EASY及びNORMALではライフを持ってスタートし、ある程度敵の攻撃に耐えられるようになっている(ただし移動するブロックに挟まれた場合や制限時間をオーバーした場合は原作通り一撃死する。また、難易度HARDは原作と同様のライフ無しの一撃死制となる)。他に原作は1人プレイのゲームであったのに対し、本作は2人同時プレイに対応している。
設定面において原作には無かった設定やストーリーが新たに追加されている。また、時間追加アイテムがアイテムアイコンにストックされる、ミスしてもパワーアップの効果が無くならないなど、原作との変更点、相違点がいくつか存在する。

#### ゲームモード
アーケード
基本的なゲームモード。原作準拠の8ステージ+新たなに追加された9ステージの計17ステージを進む(難易度EASYの場合はSCENE8にて終了)。一度クリアしたSCENEはSCENEセレクト画面にて選べるようになる。
サバイバル
残機0の状態でスタートし、どれだけ進めるか挑戦するモード。ステージ構成は「アーケード」モードに準ずる。EXTRAアイテムや1UPするアイテムでのエクステンドは可能。コンティニューする事はできない。
タイムアタック
どれだけ早くゲームをクリアできるか挑戦するモード。ステージ構成は「アーケード」モードに準ずる。時間停止中や魔女の箒に乗っている間、ステージリザルト中などは除き常にタイムカウントが進む。各ステージの制限時間はなくなる。またコンティニューは可能。
ミラーモード
各ステージの構成が反転するモード。アーケード、サバイバル、タイムアタックの各モードで選択可能。各モードで一度エンディングを見る事により解禁される。
タワーリング
下から迫ってくる炎から逃げながら塔を登り続け、どこまで上に行けるか挑戦するモード。上に行くほどプレイヤーへの妨害が激しくなり、また画面スクロールも速くなる。2人同時プレイが可能で、対戦用のモードも用意されている。

#### 追加アイテム
本作に登場する追加アイテムを記述する。
- グランディディエライト - SCENE9以降に登場する宝石。スコアアイテムで、取ると3,000点だが、スコアの百の位が0の時に取ると6,000点となる。
- セレンディバイト（英語版） - SCENE9以降に登場する宝石。スコアアイテムで、取ると4,500点だが、スコアの百の位が0の時に取ると9,000点となる。
- CRT BOY - 開発元のCRT GAMESのロゴを模したキャラクター。取ると1UPし、更にスコアが4万点入る。各ステージのどこかに最低1つ隠されており、取得するとSCENEセレクト画面にて取得状況が記録される。

### 追加キャラクター

#### 第2エスパー団
SCENE9以降から使用する第2のエスパー団。全員韓国出身で、最初から全員使える。独自のスキルとして攻撃ボタンを押しっぱなしにして離すとハンマーを投げて遠距離攻撃する「ハンマー投げ」を使う事ができる。メンバーは開発元のCRT GAMESの開発スタッフをモデルとしている。
ジヌ(JIN WOO) 12歳
ナオキの友達である男の子。ナオキと同じく全ての能力が平均的。好きなものはカツカレー、嫌いなことは注射、趣味は散歩。
スヨン(SOO YEON) 13歳
アキコが一番仲のよい女の子。アキコと同様にホバリング能力が高く、またハンマー投げのチャージ速度が5キャラクター中一番早い。好きなものは辛いもの、嫌いなことは家の中に物を積んでおくこと、趣味は水泳。
ジョンナム(JONG NAM) 15歳
ブンタとライバル関係の少年。ブンタと同様に最高のパワーと高めの攻撃力を有する。好きなことはPCゲーム、嫌いなことは対決や賭け事に負けること、趣味は動画配信サービスのオリジナル映画やドラマ、アニメを観ること。
プク(PPU KKU) 5歳
超能力犬(シーズー)。現在はスヨンが飼っている。攻撃力は全キャラクター中で一番低く、非パワーアップ時ではモンスターから放たれるミニモンスターすら一撃で倒せないが、マコトと同様に最高の移動速度を持ち、また体が小さいため他のキャラクターでは通れない所も通る事ができる。好きなものは鶏がゆとイチゴ味のドッグガム、嫌いなことはお風呂。名前の由来はCRT GAMES代表のイムの飼っている犬の名前から。
ソンギル(SUNG GIL) 87歳
ゲンゾーの友達である老人。韓国で死神が着ている服装をしており、またゲンゾーと同様に杖を武器にしている。ゲンゾーと同じく動きは鈍いが最強の攻撃力とホバリング能力を持つ。ビデオゲームが大好きで、好きなものはSDキャラクターグッズ、嫌いなものはお酒、趣味はレトロゲームの収集。キャラクターモデルはCRT GAMES代表のイム自身。

#### 隠しキャラクター
特定の条件を満たすと使用する事のできる隠しキャラクター達。全体的に高い能力を持つ。
シークレット(仮称)
アイテムとして出てくる「シークレット」と同じ見た目をしている。エスパーの閉じ込められているガラス瓶と同じものを投げて攻撃する。
じゃじゃ丸
『忍者じゃじゃ丸くん』シリーズの主人公。手裏剣を投げて攻撃する。
クラリスカー
『シティコネクション』の自機。敵を貫通するオイル缶を発射して攻撃する。
やっちゃん
『銀河任侠伝』の主人公。敵や地形を貫通する斬撃を発射して攻撃する。
CRT BOY
アイテムとして出てくる「CRT BOY」と同じ見た目をしている。敵は貫通しないが地形は貫通する弾を発射して攻撃する。

### 開発
開発は韓国・CRT GAMESが担当。CRT GAMESの代表であるイムはAUTOMATONでのインタビューにて、開発するにあたって基板で『サイキック5』をプレイしながらそのデザインをそのまま移す作業、いわゆる「目コピ」を行ったとしている。「目コピ」をしたのはグラフィックだけでなく、ジャンプはどれくらいするか、どこからどこまで動くかというアクションも同様だったとし、絵を目コピするのと同じように動きも動画で録画して、それを比較しながらゲームに反映したと述べている。
また、現存している元のソースというのはゼロで、CRT GAMESが前に手掛けた『スノーブラザーズスペシャル』と同様にゼロからゲームを作ったとイムは制作について述べている。
ほかに、今回のリメイクの件についてはCRT GAMESが『サイキック5 エターナル』を作りたいと考え、シティコネクションに提案、コンタクトしたとイムは述べ、また『サイキック5』をリメイクしようとしたきっかけについて聞かれイムは、『サイキック5』は自身が小学生6年の時に初めてプレイし、それが衝撃的かつ斬新だったとし、その思い出もあって『サイキック5』を選択した、なおかつ『サイキック5』のBGMを作曲したのが自身の尊敬する坂本慎一で、その面白いゲームシステムと良いBGMを今のユーザーにも知らせたかったと理由を挙げている。
また、『サイキック5 エターナル』はシティコネクションの監修を受けているが、そっくり作ったのでシティコネクションから指摘を受ける事は少なかった、むしろ1987年の作品をそっくり再現しているため、今のユーザーには少し不親切だという意見がシティコネクションから出た、例えばゲーム内の扉(ヘビードア)について、力の弱いキャラクターだと長時間押さないと扉は開かず、原作を知っているユーザーならいつか扉が開くことを知っているから先に進められるが、『サイキック5 エターナル』で初めてプレイするユーザーは「これは開かないものだ」と諦めてプレイを続けられなくなる、という意見がシティコネクションから出て、ヘビードアを押す時に上にゲージが出るといった風に改善した、このように新しいユーザーには不親切な部分を改善するいいアイデアをシティコネクションから貰ってゲームに反映した、とイムは語っている。
その他、苦労した点について聞かれ、イムはそこまでとても苦労したものはなかったと前置きしたうえで、2人同時プレイに対応した事を苦労した点として挙げ、元々1人プレイ用専用の『サイキック5』を2人同時プレイできるようにした事によって、優先順位として開発すべきもの、対応すべきものの選択に苦労したと述べている。
またイムは2人同時プレイをなぜ採用したかについて聞かれ、自分は1人プレイよりも2人プレイで遊ぶ方がゲームは面白くなると感じており、自身がファミコンで遊んでいた時代、2人以上でプレイできるかどうかという点はゲームソフトを買う基準となる大事な要素だった、その思い出からこれからも2人以上でプレイできるものを開発していきたいと語っている。
他に、画面サイズをアーケード基準の縦長のものから横長の16：9に切り替えができるようになった事について、難易度が変化する可能性があるが、今の時代は横長のワイドサイズが一般的なものでそれに逆らうべきではないと考えたからだとイムは述べ、目に見えるものが増えたことによりヒントは多くなるが、そのことによる短所よりも長所の方が多くなったと考えていると語った。
なお、後述する『エスパ冒険隊 魔王の砦』を『サイキック5 エターナル』に入れると面白い、ユーザーにいい反応を貰えると思っていたが、『エスパ冒険隊』はゲーム性が大きく『サイキック5』と異なり、今回せっかく『サイキック5』をリメイクしたのに同じように遊べない別作品をそのまま入れるのはコンセプトがずれるのではないか、というのが本作のプロジェクトに参加した人たちの結論として出て、入れるのを見送ったとイムは述べた。
またインタビューに同席したシティコネクション広報スタッフも、開発初期段階では『サイキック5 エターナル』の中で『エスパ冒険隊』を遊べるようになる案があったが、開発が進むにつれ、新たに追加された遊びの要素が面白かった事もあり、このまま『エスパ冒険隊』を遊べるようにしても文脈が複雑化するだけで、新作部分とのシナジーを生み出しにくいと考え、コストやスケジュールの面から優先度を考えていった結果、入れるのを見送ったと語っている。

## エスパ冒険隊 魔王の砦
『エスパ冒険隊 魔王の砦』(エスパぼうけんたい まおうのとりで)は、日本マイコン開発が開発し、ジャレコより1987年10月13日(1987年10月9日とする資料もあり)に発売されたファミリーコンピュータ用アクションRPG。

### ゲーム内容
上記『サイキック5』(以下、原作)のアレンジ移植。移植に際しRPG要素を追加し、敵を倒してのレベルアップやNPCとの会話など大幅にアレンジしてある。またステージも『メトロイド』などのように広大なステージを探索しながら目的を果たす探索型アクション(所謂「メトロイドヴァニア」)となっている。
操作はAボタンでジャンプ、Bボタンでハンマーによる攻撃、十字キーの上下でジャンプを制御するといった事は原作と同様で、その他セレクトボタンで現在ステータスやマップを表示するマップモードに切り替える。マップモードではプレイヤーキャラクターの切り替えのほか、「すとーむ.ぼうる」という炎の玉を自機の周りにとばして身を守る超能力を、ESPポイントを消費して使うかどうかを選択できる。
ステージ中には原作と同様に時計、傘、椅子、ティーポット、トースターなど様々な姿をしたNPCがおり、その全てにスタートボタンで話しかける事ができる。NPCはこちらに対し友好的なもの、敵対的で攻撃を仕掛けてくるもの、話しかけると襲ってくるもの、こちらが攻撃を加えると襲ってくるものなど、様々な種類のものがおり、彼らと会話し情報やアイテムを入手する事がゲームを進める上で重要になってくる。またNPCにはベット、冷蔵庫、バスタブといったものがおり、彼らに話しかけるとお金を払ってライフとESPポイントを回復させる事ができる(ベットは「泊まる」ではなく「休憩」を選ばなければ回復しない)。その他、ステージ中には「みみずくの像」が点在しており、これからも「謎の声」による情報を聞く事ができる。
こちらに敵対的なNPCを倒すと経験値を入手(こちらに友好的なNPCを倒しても経験値は手に入らない)、そして経験値を一定以上溜めるとキャラクターがレベルアップし各ステータスが上がる。なお、レベルは一定以上経験値を溜めた状態で、更にセレクトボタンを押してマップモードに切り替えないと上がらない。ステージ中で隣接する部屋に移動するには扉の近くにある像に触れなければならず、更にレベルを上げて「ぷっしゅぱわー」というステータスを上げなければ開かない扉もあるため、ゲームを進める上でレベル上げは必須となっている。
ステージ中にある宝箱をハンマーで叩くとお金を入手できる。お金は前述のようにライフ、ESPポイントを回復させるのに使うほか、特定のNPCから情報やアイテムを入手する際に使用する事がある。
ダメージを受けるなどしてライフが無くなるとゲームオーバー、所持金が半分になった上でゲームが再開する。ゲームの進行状況はパスワードで保存可能。ベットに話しかけ、「泊まる」を選択するとパスワードを入手できる。
マップを探索し魔王を見つけ出し、これを倒して「謎の人物」を救出するとゲームクリア、エンディングとなる。なお、魔王のいる部屋は全部で3つあるが、そこに魔王がいるかどうかはランダムであり、魔王のいない部屋に入っても部屋を追い出され魔王と戦う事はできない。

#### キャラクターのステータス
キャラクターのステータスについて記述する。各ステータスは一部を除きキャラクターにより異なり、レベルアップする事により上昇する。
- さいだいL - キャラクターの最大ライフポイント。全キャラクターで共有している。
- さいだいE - キャラクターの最大ESPポイント。全キャラクターで共有している。
- こうげき - キャラクターの攻撃力。高いほどハンマーで敵に与えるダメージが増える。
- しゅび - キャラクターの防御力。高いほど敵から攻撃を受けた時のダメージ量が減る。
- すぴーど - キャラクターの移動速度。高いほど素早く動ける。
- じゃんぷ - キャラクターのジャンプ力。高いほどより高くジャンプできる。
- ほばー - キャラクターのホバリング力。高いほど長く空中に留まれる。
- ぷっしゅぱわー - 隣接する部屋へ行く為の扉を開ける力。このステータスを上げなければ開かない扉がある。最大で3になり、全キャラクターで共通したステータスとなっている。

#### アイテム
本作に登場するアイテムを記述する。
- さめのしっぽ - 水中に入ってもダメージを受けなくなる。マコで特定のNPCに話しかけると貰える。
- ぼうかますく - 「ほのおのへや」に入ってもダメージを受けなくなる。
- おはなしどり - 会話のできないとあるNPCと会話ができるようになる。
- きんのけがわ - とあるNPCに渡すと「まよけのさけ」と交換してくれる。
- ひかりのたま - 「ろうや」に入るために必要。
- ひみつのかぎ - 「ひみつのちかしつ」に入るために必要。
- まほうしょ - 魔王のいる部屋に入るために必要。
- まよけのさけ - 魔王を弱体化させる。入手しなくてもゲームクリアは可能。

### 登場キャラクター
キャラクターはマップモードにて任意に切り替える事ができる。最初はアキオしかおらず、他のキャラクターはステージのどこかに囚われているのでそれを助け出す必要がある。
アキオ (12歳)
唯一最初から使える男の子。原作のナオキに相当するキャラクター。全キャラクター中で最も「すぴーど」の値が高く、「じゃんぷ」や「ほばー」の性能も高い。
マコ (10歳)
助け出すことでゲームの途中から使用できる女の子。原作のアキコに相当するキャラクター。「ほばー」の値が高く、「こうげき」の値が低め。
げん太 (13歳)
助け出すことでゲームの途中から使用できる少年。原作のブンタに相当するキャラクター。「こうげき」「しゅび」の値が高く、「すぴーど」「じゃんぷ」「ほばー」の値は低め。他のキャラクターでは壊せない特定の壁を壊す事が可能。
なおゆき (15歳)
助け出すことでゲームの途中から使用できる少年。原作のマコトに相当するキャラクター。全キャラクター中で最も「じゃんぷ」の値が高い。
ぶんぞう (88歳)
助け出すことでゲームの途中から使用できる老人。原作のゲンゾーに相当するキャラクター。「こうげき」「ほばー」の値が非常に高い。「すぴーど」「じゃんぷ」の値は低め。

### 移植版
| No. | タイトル                           | 発売日        | 対応機種                  | 開発元 | 発売元             | メディア                       | 備考              | 出典   |
| --- | ---------------------------------- | ------------- | ------------------------- | ------ | ------------------ | ------------------------------ | ----------------- | ------ |
| 1   | エスパ冒険隊                       | 2010年8月24日 | Windows                   | NMK    | D4エンタープライズ | ダウンロード (プロジェクトEGG) |                   | [ 31 ] |
| 2   | 8ビットコレクション ジャレコ Vol.2 | 2018年2月28日 | レトロデュオ （FC互換機） |        | JNNEX              | ロムカセット                   | 他2作品と同時収録 |        |

このほか、2016年にJNNEXから発売されたレトロビット『ジェネレーション』にも本作が収録されている。

### スタッフ
- ことより ゆきお(琴寄幸雄)、まき ようすけ(牧洋資)、なかさと たみお(中里民雄)、きよもと てつろう、しょうじ あきら、おりがみ えいさく、すずき たえこ、おおの きんいちろう、あやべ かずひろ(綾部和)、おかむら やちのすけ(岡村静良)、こやま よういち、ながみね なおこ

### 評価
ゲーム誌『ファミコン通信』の「クロスレビュー」では合計23点（満40点）となっている。